# Glenea varifascia
Glenea varifascia là một loài bọ cánh cứng trong họ Cerambycidae.